# 巴龙 (瓦兹省)
巴龙（法語：Baron，法語發音：[baʁɔ̃] ⓘ）是法国瓦兹省的一个市镇，位于该省东南部，属于桑利斯区。

## 地理
巴龙（49°10'23"N, 2°43'46"E）面积21.47 平方千米，位于法国上法蘭西大區瓦兹省，该省份为法国北部内陆省份，北起索姆省，西接厄尔省和滨海塞纳省，南至塞纳-马恩省和瓦兹河谷省，东临埃纳省。
与巴龙接壤的市镇（或旧市镇、城区）包括：弗雷努瓦勒吕阿、博雷、方丹沙利、蒙塔尼圣费利西泰、蒙泰皮卢瓦、蒙洛尼翁、罗西耶尔、韦尔西尼。

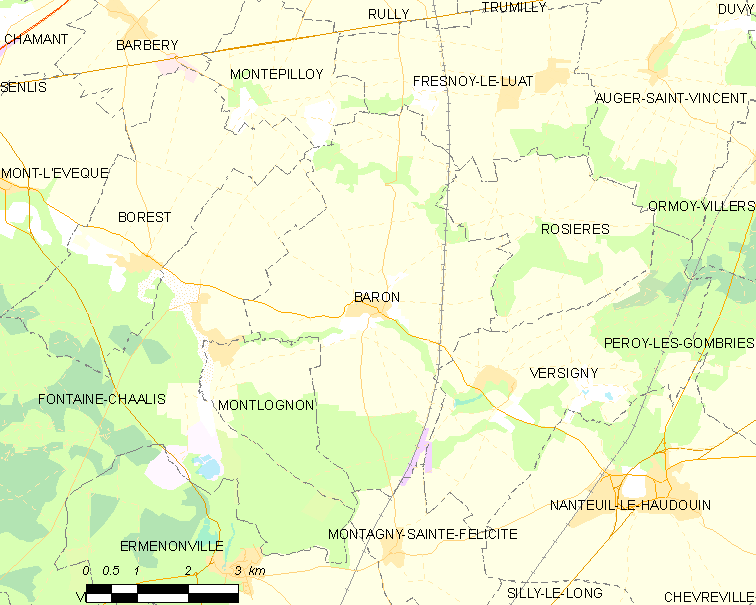
的OSM定位图

巴龙的时区为UTC+01:00、UTC+02:00（夏令时）。

## 行政
巴龙的邮政编码为60300，INSEE市镇编码为60047。

## 政治
巴龙所属的省级选区为楠特伊勒欧杜安县。

## 人口

1962-2008年间人口变化图示

巴龙于2022年1月1日时的人口数量为740人。